# آمونیوم پاراتنگستات
آمونیوم پاراتنگستات (به انگلیسی: Ammonium paratungstate) با فرمول شیمیایی (NH۴)۱۰(H۲W۱۲O۴۲)·4H۲O یک ترکیب شیمیایی است. که جرم مولی آن ۳۱۳۲٫۲ g/mol می‌باشد. شکل ظاهری این ترکیب، پودر بلورین سفید است.